# Transkeidectes multidentis
Transkeidectes multidentis is een rechtvleugelig insect uit de familie sabelsprinkhanen (Tettigoniidae). De wetenschappelijke naam van deze soort is voor het eerst geldig gepubliceerd in 1992 door Naskrecki.
1. ↑  (en) Transkeidectes multidentis op de IUCN Red List of Threatened Species.